# Livonia
Livonia (în livonă: Līvõmō, în estonă Liivimaa, în germană și limbile scandinave: Livland, în letonă și lituaniană Livonija, poloneză Inflanty, în engleză Livonia, în engleză arhaică Livland, Liwlandia; în rusă Лифляндия / Lifliandia) este un ținut istoric din regiunea baltică, azi regiunea se întinde în parte pe teritoriul Estoniei și Letoniei, denumirea azi definește regiunea Vidzeme situat la nord de Riga în Letonia.

## Istoric
Primele așezări în țările baltice din Lituania, Letonia și Estonia au avut loc probabil î.e.n. Pe lângă triburile baltice ale kurilor, semgalilior, selonilor și letgalilor, au existat triburile popoarelor fino-ugrice. Regiunile populate aveau prin anul 1200 î.e.n. o densitate a populației foarte mică, populat fiind numai regiunea orașului Riga și regiunea de pe țărmul mării. Se estimează că numărul de locuitori n-ar fi depășit cifra de 20.000. Regiunea a fost stăpânită prin secolul XIII de ordinul călugăresc Frații sabiei ce erau conduși de Albert I. von Buxhöveden și erau subordonați episcopatului din Bremen. In anul 1237 ordinul Frații sabiei devine Ordinul teutonic. La Bătălia de la Grunwald (Tannenberg) din anul 1410 dintre Regatul Poloniei, Marele Ducat al Lituaniei și aliații lor pe de-o parte și Cavalerii teutonii pe de altă parte. A fost bătălia decisivă a războiului polono-lituaniano-teutonic și una dintre cele mai mari bătălii ale evului mediu european, care a însemnat apropierea sfârșitului dominației teutonice în regiunea baltică.  Între anii 1530-1558, Livonia va aparține de Sfântul Imperiu German. În anul 1558 intră trupele ruse în Livonia, pentru a scăpa de dominația rusă, Livonia se apropie regatul Poloniei, iar din anul 1561 va aparține Poloniei formând Uniunea statală polono-lituaniană. În 1629 cea mai mare parte din Livonia, în timpul lui Gustav Adolf, va fi cucerit de Suedia. Din anul 1721 în timpul lui Petru cel Mare. Livonia devine provincie rusă, până în anul 1919, când va aparține de Letonia.

## Subdivizarea Livoniei de azi

### Localitățile din partea letonă
| - Riga (Riga) - Aizkraukle (Ascheraden) - Ainaži (Haynasch) - Aloja (Allendorf) - Ape (Hoppenhof) - Alūksne (Marienburg) - Cēsis (Wenden) - Cesvaine (Seßwegen) - Gulbene (Schwanenburg) - Koknese (Kockenhusen) - Ķegums (Keggum) - Lielvārde (Lenneward) - Līgatne (Ligat) - Limbaži (Lemsal) - Lubāna (Luban) - Madona (Madohn) | - Mazsalaca (Salisburg) - Ogre (Oger) - Pļaviņas (Stockmannshof) - Rūjiena (Rujen) - Salacgrīva (Salismünde) - Salaspils (Kirchholm) - Saulkrasti (Neubad) - Seda (Sedde) - Sigulda (Segewold) - Smiltene (Smilten) - Staicele (Staizel) - Straupe (Roop) - Strenči (Stackeln) - Valka (Walk) (estnisch: Valga) - Valmiera (Wolmar) - Vangaži (Wangasch) |

### Localitățile din partea estonă
| - Tartu (Dorpat) - Pärnu (Pernau) - Põlva, zwischen Võru und Tartu gelegen | - Valga (Walk) (let.: Valka) - Viljandi (Fellin) - Võru (Werro) |

## Personalități născute aici
- Miina Härma (1864 - 1941), compozitoare.